# Dia Internacional das Juízas
O Dia Internacional das Juízas é comemorado no dia 10 de Março e foi implementado pela Assembleia Geral das Nações Unidas. Ao fazê-lo pretende promover a paridade de entre géneros e aumentar a presença de mulheres no sistema judicial de maneira a que este se torne mais representativo, transparente e inclusivo.  

## História
Este dia foi implementado pela Assembleia Geral das Nações Unidas, durante a Conferência Bianual da Associação Internacional de Mulheres Juízas, no dia 26 de Abril de 2021, com a assinatura da Resolução 75 / 274 e foi pela primeira vez celebrado em 2022. 

## Objectivos
Ao proclamar a celebração deste dia a ONU, retende promover a paridade de entre homens e mulheres e aumentar a presença de mulheres no sistema judicial de maneira a que este se torne mais representativo, transparente e inclusivo. 

## Ligações Externas
- CES | e-cadernos: As mulheres nas magistraturas Uma análise das representações sociais.